# A&M Records
A&M Records («Эй-энд-эм ре́кордз») — американская фирма звукозаписи, основанная в 1962 году Гербом Алпертом и Джерри Моссом (в названии фирмы — инициалы их фамилий). Первоначально лейбл занимался выпуском пластинок самого Алперта и его оркестра Tijuana Brass. Затем, по мере коммерческого успеха, на лейбле стали записываться также другие исполнители эстрадного жанра (Black, Baja Marimba Band, Sergio Mendez, Brazil '66, Бёрт Бакарак, Клодин Лонже). Впоследствии на лейбле издавалась музыка разных жанров. В 1999 году был поглощён Interscope Records и Verve Records.

## Исполнители
- Asia Nitollano
- Айо
- Al Brown
- Black Eyed Peas
- Black
- Vadim Grav
- Брайан Адамс
- Шерил Кроу
- Dropping Daylight (A&M/Octone)
- Даффи
- Envy & Other Sins
- Elgin
- Faders, The (Polydor/A&M)
- Fergie (will.i.am Music Group/A&M)
- Flyleaf (A&M/Octone)
- Five fucking
- Джанет Джексон
- Питер Фрэмптон
- The Hives (A&M/Octone)
- Hollywood Undead (A&M/Octone Records)
- Jonny Lang
- Maroon 5 (A&M/Octone)
- Мелоди Торнтон
- Metro
- Mixi
- Nicole Scherzinger
- Nick Harrison
- The Police
- Paw[англ.]
- Pussycat Dolls
- Ричард Карпентер
- Righeira
- Simian Mobile Disco
- Snow Patrol (Polydor/A&M)
- Soundgarden
- Стинг
- SLY (SWAMP THUG RECORDS)
- TG4 (TUG/A&M)
- Томас Рейли
- Michael Tolcher (A&M/Octone)
- will.i.am (will.i.am Music Group/A&M)